# Diep.io

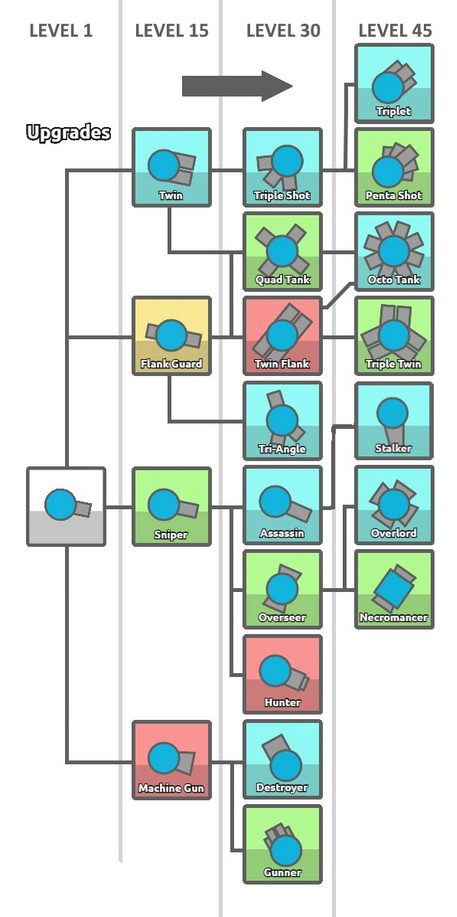
Klasy w grze

Diep.io – wieloosobowa gra akcji stworzona przez Matheusa Valadaresa. Początkowa była dostępna tylko poprzez przeglądarkę internetową. W lipcu 2016 roku została wydana na platformę mobilną przez Miniclip. Jest dostępna za darmo.

## Rozgrywka
W Diep.io gracz musi niszczyć kształty i czołgi innych graczy, by zdobywać punkty doświadczenia. Przy ich pomocy gracz może ulepszać statystyki swojego czołgu. Po jakimś czasie można wybrać klasę. Co 15 poziomów, gra będzie oferować kolejne klasy, rozwijające się w kierunku klasy wybranej poprzednio.
W grze zawarto osiem trybów:
- FFA – każdy walczy z każdym[6][7]
- 2 teams – gracze dzielą się na dwie grupy (czerwonych i niebieskich), które walczą ze sobą
- 4 teams – tryb niemal identyczny do 2 Teams, z tym że w tym rodzaju rozgrywki występują cztery drużyny
- domination – tryb, w którym dwie drużyny starają się przejąć kontrolę nad tzw. "dominatorami"
- tag – tryb, w którym walczą między sobą cztery drużyny, a zabici dołączają do drużyny gracza, który ich pokonał
- maze – cała mapa jest labiryntem, w którym każdy walczy z każdym
- sandbox – tryb podobny do FFA, jednak w nim jest dostępny chat, a wielkość mapy zależy od ilości graczy[8]
- survival – tryb, w którym gracze mają po jednym życiu, a z każdą śmiercią arena gry się zmniejsza[9][10]

## Odbiór
Gra jest często chwalona za różnorodność trybów rozgrywki, a także system klas i ulepszanie statystyk. Została pobrana ponad 10 milionów razy z Google Play. Jest, obok Slither.io i Agar.io, jedną z najpopularniejszych gier ".io".
Maddy Cohen ze Screen Rant uznała Diep.io za najlepszą grę komputerową korzystającą z domeny .io, twierdząc, że jest ona „prawdziwym creme de la creme gier .io” (ang. „truly the creme de la creme of .io games”) i może utrzymywać graczy online przez wiele godzin. Cohen pochwaliła również zróżnicowaną rozgrywkę, oferowaną przez różne tryby gry i możliwość modyfikacji czołgów. Anthony Coyle z Gazette Review umieścił Diep.io na liście pięciu najlepszych gier podobnych do Slither.io. John Corpuz z Tom’s Hardware wymienił Diep.io jako trzecią najlepszą grę typu „.io”, za Slither.io oraz Agar.io. Arjun Sha z Beebom zaliczył Diep.io do dwunastu najlepszych gier alternatywnych dla Agar.io.